# Abbeville (Louisiana)
Abbeville is een stad in de Amerikaanse staat Louisiana. De stad is in het noordoosten gelegen van Vermilion Parish, en is de hoofdstad van deze parish, die gelegen is in het zuiden van de staat. Abbeville telde in 2006 naar schatting 12.500 inwoners. 

## Geschiedenis
De stad ontstond nadat père (pater en geestelijke vader) Antoine Désiré Mégret voor $900 een groot stuk land kocht op 25 juli 1843. De plaatsnaam Abbeville stamt af van zijn geboorteplaats in Frankrijk, de stad Abbeville. Een al bestaand huis werd omgebouwd tot een kapel, deze brandde in 1854 af. Later werd op dezelfde plek de St. Mary Magdalen Catholic Church gebouwd, deze kerk staat er nog steeds. De plaats groeide na de bouw van de kerk gestaag: in 1890 woonden er 637 mensen, in 1910 2.907 en 1940 was dat al 6.672. In 2006 was dat bijna verdubbeld tot 12.500.

## Cultuur
De stad is tegenwoordig bekend om zijn vele restaurants, gespecialiseerd in de "Cajun-keuken". Een deel van de bevolking bestaat uit Cajuns, Franse kolonisten die oorspronkelijk uit Acadië naar Louisiana werden gedeporteerd. Als hoofdstad van de parish heeft de stad ook vele festivals.
De filmopnames voor de film The Blob uit 1988 vonden plaats in Abbeville.

## Geboren in Abbeville
- George Petty (1894-1975), tekenaar
- Bobby Charles (1938-2010), zanger en componist
- Sammy Kershaw (1958), country- en western-zanger

## Plaatsen in de nabije omgeving
De onderstaande figuur toont nabijgelegen plaatsen in een straal van 20 km rond Abbeville.